# آلهاندرو (ترانه)
«آلهاندرو» (انگلیسی: Alejandro) ترانه‌ای است که توسط خوانندهٔ آمریکایی لیدی گاگا در سومین آلبوم چندآهنگه (ئی‌پی) وی با نام هیولای شهرت (۲۰۰۹)—نسخه مجدد نخستین آلبوم استودیویی‌اش شهرت (۲۰۰۸)—انتشار یافت. این ترانه به‌دست گاگا و ردوان نوشته و تهیه شده است و در ۲۰ آوریل ۲۰۱۰ به‌عنوان سومین تک‌آهنگ از این ئی‌پی منتشر شد. اینترسکوپ رکوردز قصد داشت که «رقص در تاریکی» سومین تک‌آهنگِ ئی‌پی باشد، اما گاگا بر انتخاب «آلهاندرو» اصرار داشت. این ترانه، اثری سینث-پاپ با ضرب‌آهنگ یوروپاپ و پاپ لاتین است و با سمپلی از ملودی اصلی «چارداش» اثر ویتوریو مونتی آغاز می‌شود.
این ترانه توانست بهترین مقام را در جدول تک آهنگ‌های بریتانیا کسب کند و جزو پنج ترانهٔ برتر مجارستان گردد. آلهاندرو همچنین توانست جزو ده ترانه برتر آمریکا، استرالیا، سوئد و کانادا شود.

## تصنیف

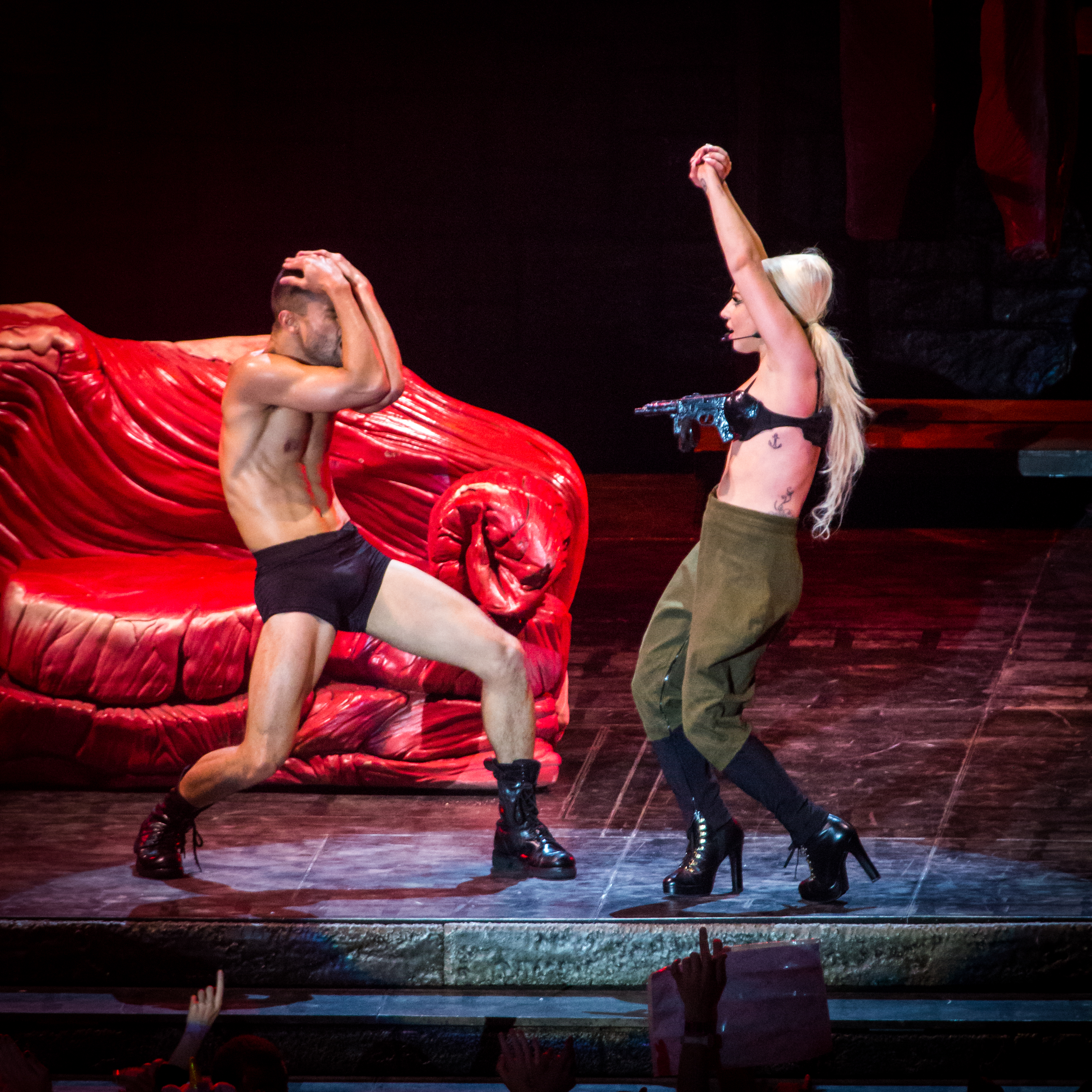
گاگا با سینه‌بند تفنگی‌اش «الهاندرو» را اجرا می‌کند

لیدی گاگا «آلهاندرو» را همراه با ردوان تصنیف و تهیه کرد. در آغاز ترانه از بخشی از قطعهٔ «چارداش» آهنگساز ایتالیایی، ویتوریو مونتی استفاده شده است. پس از آن گاگا با لهجهٔ اسپانیایی خطاب به معشوق لاتینش می‌گوید: «می‌دانم که هر دو جوانیم و ممکن است دوستم داشته باشی، ولی دیگر نمی‌توانم اینچنین با تو باشم، الهاندرو». پس از آن نوای پاپ اروپایی ترانه آغاز می‌شود. گاگا در طول ترانه چندین بار نام فرناندو را تکرار می‌کند که به ترانهٔ «فرناندو» از گروه آبا اشاره دارد.

## نماهنگ
موزیک ویدئوی این آهنگ که توسط استیون کلاین ساخته شد در هشتم ژوئن ۲۰۱۰ منتشر گردید. شالودهٔ اصلی این ویدئو را علاقهٔ شدید لیدی گاگا به طرفداران همجنسگرایش و تحسین عشق بین دو همجنس تشکیل می‌دهد. ویدئو، گاگا را همراه با گروهی از سربازان نشان می‌دهد که همراه با ترانه می‌رقصند. این ویدئو همراه با صحنه‌های از بلعیدن یک تسبیح توسط لیدی گاگا و مردان نیمه برهنه است.
این ویدئو نقدهای مثبتی را در پی داشت، در حالی که کلیسای کاتولیک گاگا را به خاطر استفاده از صلیب معکوس و بلعیدن تسبیح در این ویدئو مورد انتقاد قرار داده و وی را «گمراه و فاسد» خواندند.